# Pleasant Dale
Pleasant Dale és una població dels Estats Units a l'estat de Nebraska. Segons el cens del 2000 tenia 245 habitants.

## Demografia
Segons el cens del 2000, Pleasant Dale tenia 245 habitants, 105 habitatges, i 72 famílies. La densitat de població era de 1.051,1 habitants per km².
Dels 105 habitatges en un 27,6% hi vivien nens de menys de 18 anys, en un 61,9% hi vivien parelles casades, en un 3,8% dones solteres, i en un 30,5% no eren unitats familiars. En el 20% dels habitatges hi vivien persones soles el 7,6% de les quals corresponia a persones de 65 anys o més que vivien soles. El nombre mitjà de persones vivint en cada habitatge era de 2,33 i el nombre mitjà de persones que vivien en cada família era de 2,73.
Per edats la població es repartia de la següent manera: un 18,8% tenia menys de 18 anys, un 9,4% entre 18 i 24, un 29,8% entre 25 i 44, un 29% de 45 a 60 i un 13,1% 65 anys o més.
L'edat mediana era de 38 anys. Per cada 100 dones de 18 o més anys hi havia 107,3 homes.
La renda mediana per habitatge era de 43.438 $ i la renda mediana per família de 48.958 $. Els homes tenien una renda mediana de 27.500 $ mentre que les dones 26.250 $. La renda per capita de la població era de 20.190 $. Aproximadament el 4,1% de les famílies i el 4,5% de la població estaven per davall del llindar de pobresa.

## Poblacions més properes
El següent diagrama mostra les poblacions més properes.